# Anosia goramica
Anosia goramica är en fjärilsart som beskrevs av Hans Fruhstorfer 1907. Anosia goramica ingår i släktet Anosia och familjen praktfjärilar. Inga underarter finns listade i Catalogue of Life.